# Molophilus sudra
Molophilus sudra är en tvåvingeart som beskrevs av Alexander 1969. Molophilus sudra ingår i släktet Molophilus och familjen småharkrankar. Inga underarter finns listade i Catalogue of Life.